# Jiří Pavlenka
Jiří Pavlenka (Hlučín, 1992. április 14. –) cseh válogatott labdarúgó, a görög PAÓK játékosa.

## Pályafutása

### Klubcsapatokban
A TJ Sokol Hať és az FC Hlučín korosztályos csapataiban nevelkedett 2008-ig, ekkor a Baník Ostrava akadémiájához csatlakozott. 2013. június 1-jén debütált a felnőttek között az élvonalban a Jablonec csapata ellen. 2014. május 5-én a Sigma Olomouc elleni találkozón összeütközött csapattársával és agyrázkódást szenvedett. 2016 januárjában három és fél éves szerződést kötött a Slavia Praha csapatával. A 2016–17-es szezonban bajnoki címet szerzett klubjával. 2017 júniusában a német Werder Bremen játékosa lett 3+1 évre. Augusztus 12-én debütált a kupában a Würzburger Kickers ellen 3–0-ra megnyert mérkőzésen. Egy héttel később a TSG 1899 Hoffenheim ellen a bajnokságban mutatkozott be.
2024. szeptember 30-án a görög PAÓK szerződtette.

### A válogatottban
2015 márciusában bekerült Jakub Dovalil keretébe, amely részt vett a 2015-ös U21-es labdarúgó-Európa-bajnokságon. 2014 októberében harmadszámú kapusnak nevezte meg Pavel Vrba szövetségi kapitány a Törökország és a Kazahsztán elleni 2016-os labdarúgó-Európa-bajnokság selejtező mérkőzéseire. 2016. november 15-én mutatkozott be a felnőttek között a Dánia elleni barátságos mérkőzésen, a második félidőben Tomáš Koubek cseréjeként.

## Statisztika

### Klubcsapataiban
2021. március 20-i állapotnak megfelelően.
| Klub          | Szezon   | Bajnokság         | Bajnokság | Bajnokság | Kupa  | Kupa  | Nemzetközi | Nemzetközi | Egyéb | Egyéb | Összesen | Összesen |
| Klub          | Szezon   | Osztály           | Mérk.     | Gólok     | Mérk. | Gólok | Mérk.      | Gólok      | Mérk. | Gólok | Mérk.    | Gólok    |
| ------------- | -------- | ----------------- | --------- | --------- | ----- | ----- | ---------- | ---------- | ----- | ----- | -------- | -------- |
| Baník Ostrava | 2012–13  | Cseh First League | 1         | 0         | 0     | 0     | 0          | 0          | —     | —     | 1        | 0        |
| Baník Ostrava | 2013–14  | Cseh First League | 20        | 0         | 0     | 0     | 0          | 0          | —     | —     | 20       | 0        |
| Baník Ostrava | 2014–15  | Cseh First League | 30        | 0         | 0     | 0     | 0          | 0          | —     | —     | 30       | 0        |
| Baník Ostrava | 2015–16  | Cseh First League | 16        | 0         | 0     | 0     | 0          | 0          | —     | —     | 16       | 0        |
| Baník Ostrava | Összesen | Összesen          | 67        | 0         | 0     | 0     | 0          | 0          | 0     | 0     | 67       | 0        |
| Slavia Praha  | 2015–16  | Cseh First League | 8         | 0         | 0     | 0     | 0          | 0          | —     | —     | 8        | 0        |
| Slavia Praha  | 2016–17  | Cseh First League | 28        | 0         | 1     | 0     | 4          | 0          | —     | —     | 33       | 0        |
| Slavia Praha  | Összesen | Összesen          | 36        | 0         | 1     | 0     | 4          | 0          | 0     | 0     | 41       | 0        |
| Werder Bremen | 2017–18  | Bundesliga        | 34        | 0         | 4     | 0     | —          | —          | —     | —     | 38       | 0        |
| Werder Bremen | 2018–19  | Bundesliga        | 34        | 0         | 5     | 0     | —          | —          | —     | —     | 39       | 0        |
| Werder Bremen | 2019–20  | Bundesliga        | 33        | 0         | 4     | 0     | —          | —          | 2     | 0     | 39       | 0        |
| Werder Bremen | 2020–21  | Bundesliga        | 26        | 0         | 3     | 0     | —          | —          | –     | –     | 29       | 0        |
| Werder Bremen | Összesen | Összesen          | 127       | 0         | 16    | 0     | 0          | 0          | 2     | 0     | 145      | 0        |
| Összesen      | Összesen | Összesen          | 230       | 0         | 17    | 0     | 4          | 0          | 2     | 0     | 253      | 0        |

1. ↑  Magában foglalja a Bundesliga osztályozóban való pályára lépeseit is.

### A válogatottban
2021. március 24-i állapotnak megfelelően.
| Csehország | Csehország      | Csehország |
| Év         | Pályára lépések | Gól        |
| ---------- | --------------- | ---------- |
| 2014       | 0               | 0          |
| 2015       | 0               | 0          |
| 2016       | 1               | 0          |
| 2017       | 3               | 0          |
| 2018       | 4               | 0          |
| 2019       | 3               | 0          |
| 2020       | 1               | 0          |
| 2021       | 1               | 0          |
| összesen   | 13              | 0          |

## Sikerei, díjai

### Klub
- Slavia Praha
  - Cseh bajnok: 2016–17

### Válogatott
- Csehország
  - Kína-kupa bronzérmes: 2018